# Classe Mississippi
La classe Mississippi est une classe de deux cuirassés de type Pré-Dreadnought qui servirent de 1908 à 1914 la marine américaine.

Devenus rapidement obsolètes au combat, ils furent vendus à la marine grecque, après six ans de service à l’US Navy. Ils furent coulés tous les deux par l'aviation allemande durant la Seconde Guerre mondiale.

## Conception
Ils furent les deux derniers pré-dreadnoughts construits. Pour des raisons d'économie, ils furent de qualités inférieures que la classe précédente, la classe Connecticut et le résultat d'un compromis car les classes futures de type Dreadnought allaient être mis en chantier.
Ils servirent comme cuirassés de 3e classe.
Après leur retour de la Grande flotte blanche, ils ont été dotés de mâts en treillis, dans le cadre de la modernisation de la flotte, remplaçant le mât militaire avant unique.

## Les unités de la classe
| Classe Mississippi      | Classe Mississippi                | Classe Mississippi | Classe Mississippi | Classe Mississippi | Classe Mississippi                                                                                   | Classe Mississippi |
| Nom                     | Chantier naval                    | Mise en chantier   | Lancement          | Mise en service    | Fin                                                                                                  | Photo              |
| ----------------------- | --------------------------------- | ------------------ | ------------------ | ------------------ | --- | ------------------ |
| USS Mississippi (BB-23) | William Cramp & Sons Philadelphie | 12 mai 1904        | 30 septembre 1905  | 1er février 1908   | vendu à la Grèce le 21 juillet 1914 et rebaptisé Kikis coulé par l'aviation allemande en avril 1941  |                    |
| USS Idaho (BB-24)       | William Cramp & Sons Philadelphie | 12 mai 1904        | 9 décembre 1905    | 1er avril 1908     | vendu à la Grèce le 30 juillet 1914 et rebaptisé Limnos coulé par l'aviation allemande en avril 1941 |                    |